# Ambros Scharfegger
Ambros Scharfegger (* 27. September 1866 in Kallitsch, Klein St. Veit, Gemeinde Feldkirchen, Kärnten; † 12. November 1939 ebenda) war ein österreichischer Politiker der Christlichsozialen Partei (CSP).

## Ausbildung und Beruf
Nach dem Besuch der Volksschule wurde er Bauer.

## Politische Funktionen
- Obmann des Landes-Bauernrates von Kärnten

## Politische Mandate
- 4. März 1919 bis 9. November 1920: Mitglied der Konstituierenden Nationalversammlung, CSP
- 10. November 1920 bis 18. Mai 1927: Mitglied des Nationalrates (I. und II. Gesetzgebungsperiode), CSP